# Lachneophysis dohertyi
Lachneophysis dohertyi är en skalbaggsart som först beskrevs av Auguste Lameere 1903.  Lachneophysis dohertyi ingår i släktet Lachneophysis och familjen långhorningar.
Artens utbredningsområde är Kenya. Inga underarter finns listade i Catalogue of Life.